# Bob van der Houven
Bob van der Houven (Garmisch-Partenkirchen, 28 maggio 1957) è un doppiatore, musicista e personaggio televisivo olandese, noto per aver dato voce a Stitch in lingua fiamminga, tedesca, olandese e italiana nel primo film.

## Doppiaggi
- E.T. l'extra-terrestre (1982) – E.T. (versione olandese, 2003)
- I mille colori dell'allegria (serie, 1985) – Lady Baden-Baden
- DuckTales - Avventure di paperi (serie, 1987) – Qui, Quo e Qua
- Papà castoro (serie, 1993) – Papà castoro
- Lilo & Stitch (2002) – Stitch (fiammingo, italiano, olandese e tedesco), poi sostituito da Larry Kapust negli episodi seguenti e nella serie in lingua italiana
- Harry Potter e la camera dei segreti (2002) - Dobby
- Zack e Cody al Grand Hotel (2005-2008) - Arwin Hawkauser
- Phineas e Ferb (serie, 2007) – Dottor Heinz Doofenshmirtz
- Harry Potter e i Doni della Morte - Parte 1 - Dobby
- Le avventure di Tintin - Il segreto dell'Unicorno (2011) – Hergé